# Alois Schwartz
Alois Schwartz (Nürtingen, 28 marzo 1967) è un allenatore di calcio tedesco, tecnico del Saarbrücken.

## Biografia
Ha allenato diversi club tedeschi, tra cui il Kaiserslautern, Rot-Weiß Erfurt, Sandhausen, Norimberga e Karlsruhe.

## Palmarès

### Giocatore

#### Competizioni nazionali
- Campionato tedesco di seconda divisione: 1

Kickers Stoccarda: 1987-1988